# Церква Маштоц-Айрапет
Церква Маштоц Айрапет (вірм. Մաշտոց Հայրապետ եկեղեցի, досл. «Церква Маштоца Патріарха») — вірменська церква в селі Гарні,  Котайкського району Вірменії.

## Історія
Храм був побудований з туфа в XII столітті на місці язичницького святилища.

## Архітектура
Праворуч від входу стоїть камінь, з різьбленим зображенням птахів і нерозривно пов'язаний з минулим язичницьким святилищем, що стоїть на цьому місці. Церква має невелику форму. На всьому фасаді, куполі вході вирізані різні орнаменти. Навколо храму розкидані кілька хачкарів. В селі Гарні, крім цієї церкви, можна оглянути вірменський язичницький храм I століття, Церкву Святої Богородиці, залишки церкви IV століття, залишки храму Манук Тух, церкву Святого Сергія і святилище цариці Катранід. Недалеко також є монастир Авуц Тар, що знаходиться в Хосровський заповіднику.

## Галерея

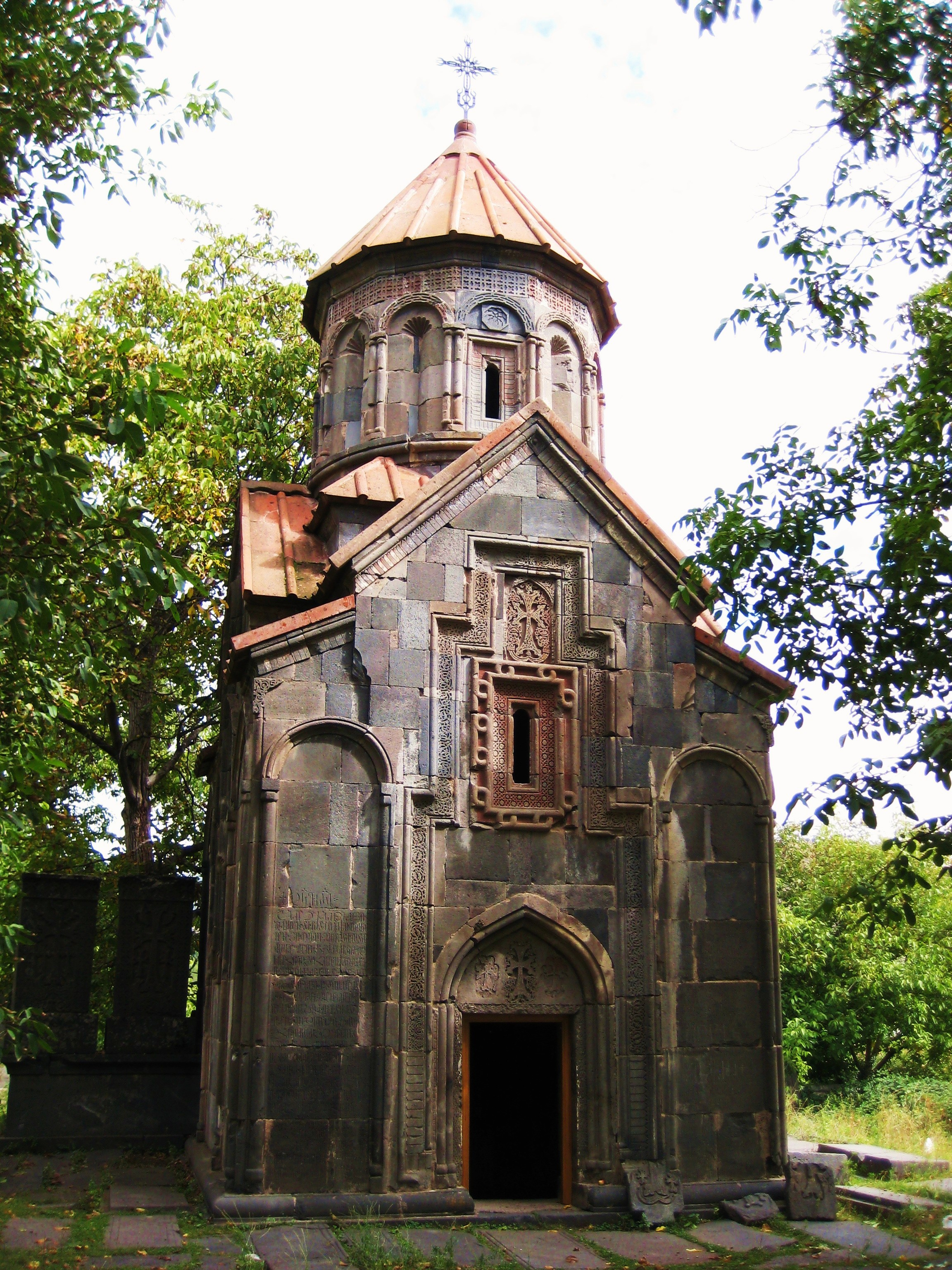
Фасад
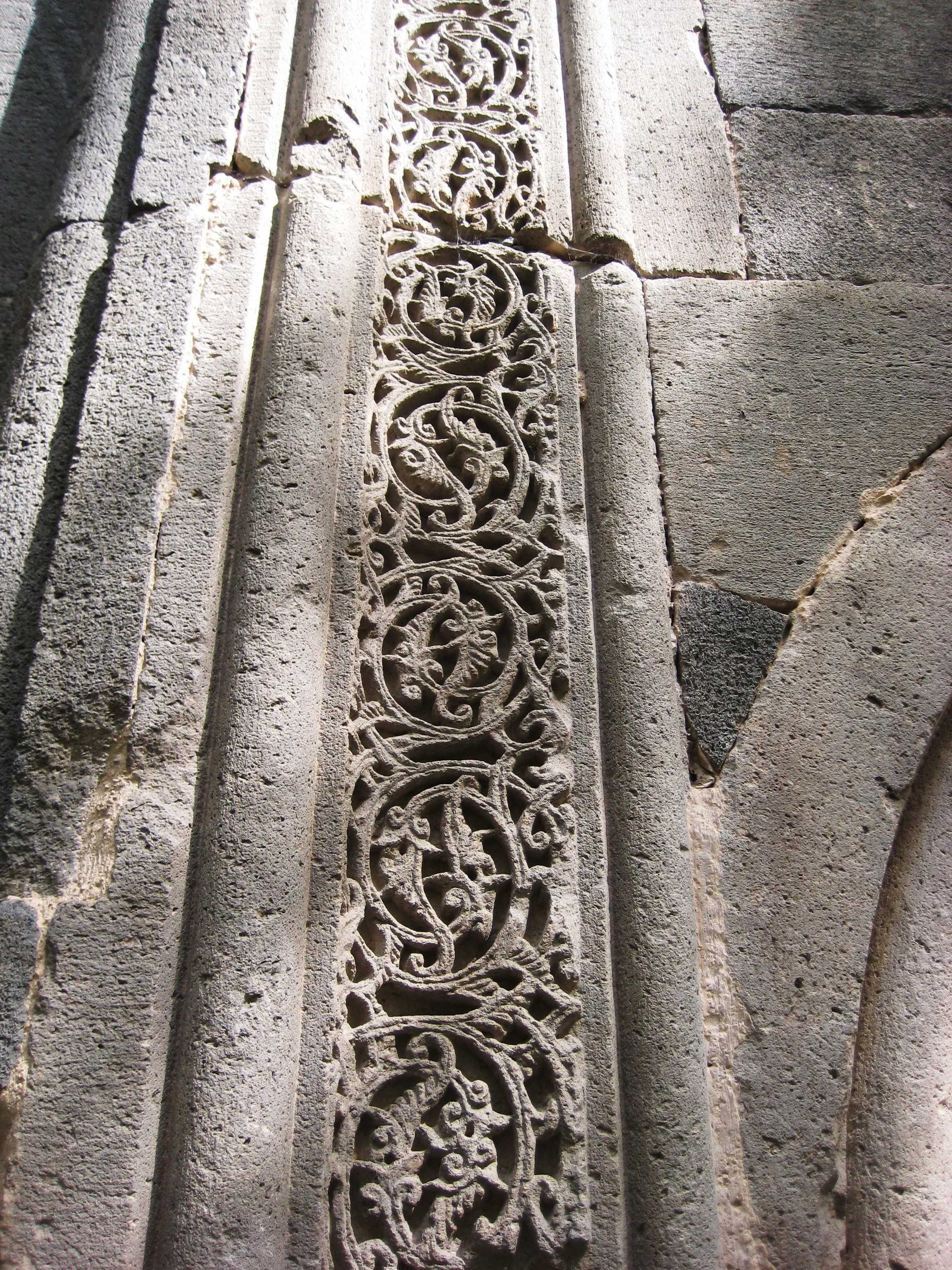
Вхід
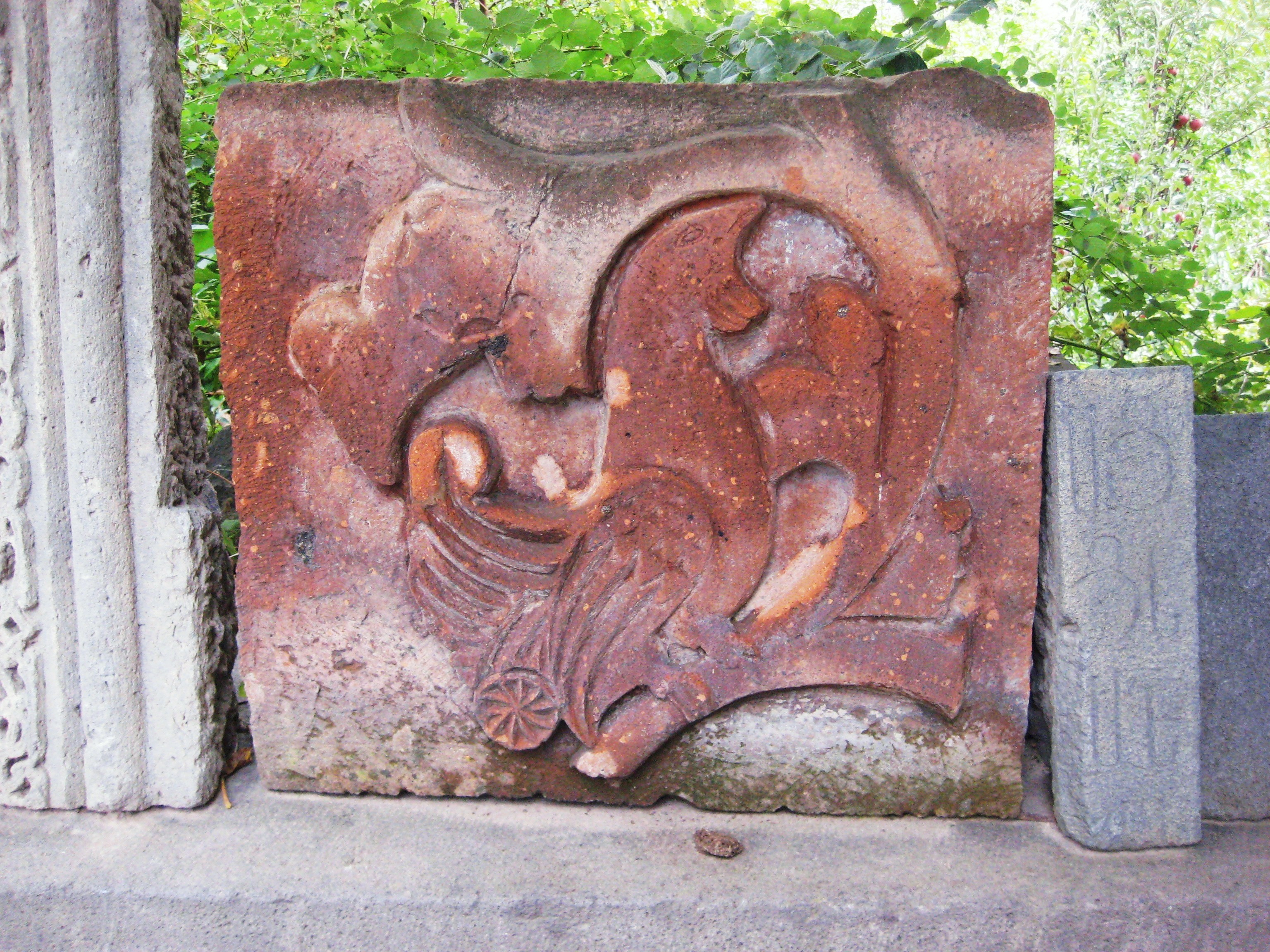
Камінь із різьбленим зображенням птаха

## Ресурси Інтернета
- Places to See: Garni

 Вікісховище має мультимедійні дані за темою: Церква Маштоц-Айрапет
| Прапор Вірменії | Це незавершена стаття про Вірменію. Ви можете допомогти проєкту, виправивши або дописавши її. |

1. 1 2  Wiki Loves Monuments monuments database — 2017.